# D-苏醛糖1-脱氢酶
D-苏醛糖1-脱氢酶（EC 1.1.1.122（页面存档备份，存于）），是一种以NAD+或NADP+为受体、作用于供体CH-OH基团上的氧化还原酶，化学式为：C1245H2015O379N351S11。这种酶能催化以下酶促反应：
D-苏醛糖 + NAD+ {\displaystyle \rightleftharpoons } D-苏醛糖酸-1,5-内酯 + NADH + H+
D-苏醛糖1-脱氢酶也能催化L-岩藻糖、D-阿拉伯糖、L-木糖等发生反应，石竹假单胞菌（Pseudomonas caryophylli）和动物的D-苏醛糖1-脱氢酶和还分别表现出对L-葡萄糖和L-阿拉伯糖的活性，并可能受到对氯汞基苯甲酸、对羟基汞基苯甲酸、N-乙基顺丁烯二酰亚胺等有机物质或Cu2+、Hg2+等阳离子的抑制。